# European Council of Skeptical Organisations
European Council of Skeptical Organisations (ECSO) to organizacja parasolowa dla organizacji sceptyków naukowych w Europie.

## Cele
Założona 25 września 1994 roku ECSO ma na celu koordynowanie działalności europejskich organizacji i osób fizycznych zajmujących się krytycznym badaniem pseudonaukowych twierdzeń i rzekomych obserwacji zjawiska paranormalnymi i prezentowaniem wyników tych badań szerokiej publiczności. Ma też na celu kontynuowanie serii europejskich kongresów, których początki sięgają przed założeniem ECSO, oraz wspiera odbywający się co 2 lata kongres i sympozjum.

Statut ECSO deklaruje, że organizacja dąży

1) aby chronić społeczeństwo przed szerzeniem twierdzeń i terapii, które nie zostały poddane krytycznej weryfikacji i, w konsekwencji, mogą stanowić dla nich zagrożenie.

2) aby badać przy pomocy kontrolowanych testów i eksperymentów nadzwyczajne twierdzenia, które są na obrzeżach lub po zaprzeczają aktualnej wiedzy naukowej. W szczególności dotyczy to zjawisk powszechnie określanych „paranormalnymi” lub „pseudonaukowymi”. Jednakże żadne twierdzenia, wyjaśnienia lub teorię nie powinny zostać odrzucone przed obiektywną oceną.

3) do promowania polityki publicznej, opartej na dobrej praktyce w dziedzinie nauki i medycyny.

Sygnatariusze statutu to: Amardeo Sarma (GWUP), Michael Howgate (UK Skeptics), Miguel Angel Sabadell (ARP), Paul Kurtz (CSICOP), Tim Trachet (SKEPP), Arlette Fougnies (Comité Para) and Cornelis de Jager (Stichting Skepsis).

## Struktura

### Rada dyrektorów

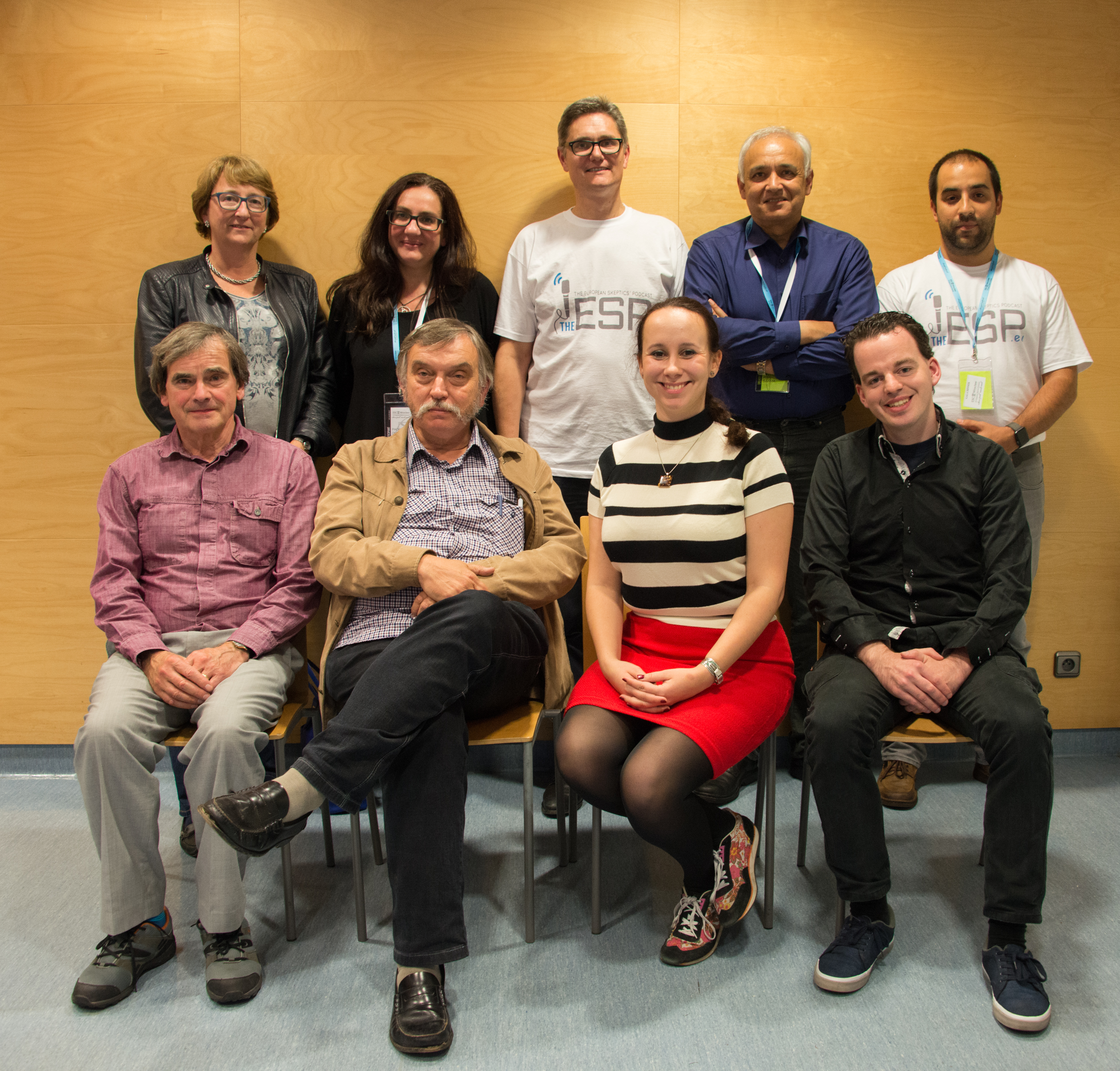
Rada zebrana we Wrocławiu podczas ESC 2017.
Tył: de Jong, De Gobbi, Böckman, Sarma, Pintér.
Przód: Heap, Trachet, Klingenberg, Korteweg.

Cornelis de Jäger jako pierwszy pełnił funkcję przewodniczącego do roku 2001, następnie funkcję tę pełnił Amardeo Sarma (2001–2013), który to został zastąpiony przez Gábora Hraskó. Od września 2017 roku rada ECSO jest następująca:
- Claire Klingenberg (Sisyfos) – przewodnicząca
- Tim Trachet (SKEPP) – wiceprzewodniczący
- Amardeo Sarma (GWUP) – skarbnik
- Paola De Gobbi (CICAP) – członek
- Pontus Böckman (VoF) – członek
- Catherine de Jong (VtdK) – członek stowarzyszony
- Leon Korteweg (DVG) – członek stowarzyszony
- Michael Heap (ASKE) – członek stowarzyszony
- András Pintér (SzT) – członek stowarzyszony

### Organizacje członkowskie
ECSO łączy następujące grupy sceptyków:
| Nazwa miejscowa                                                                             | Nazwa angielska                                                                          | Skrót       | Rok powstania | Region | Uwagi                                                            |
| ------------------------------------------------------------------------------------------- | ---------------------------------------------------------------------------------------- | ----------- | ------------- | ------ | ---------------------------------------------------------------- |
| Alternativa Racional a las Pseudociencias – Sociedad para el Avance del Pensamiento Crítico | Rational Alternative to Pseudoscience – Society for the Advancement of Critical Thinking | ARP-SAPC    | 1986          |        | Organizacja założycielska.                                       |
| Association for Skeptical Enquiry                                                           | Association for Skeptical Enquiry                                                        | ASKE        | 1997          |        |                                                                  |
| Association française pour l’information scientifique                                       | French Association for Scientific Information                                            | AFIS        | 1968          |        | Organizacja członkowska od 2001.                                 |
| Comitato Italiano per il Controllo delle Affermazioni sulle Pseudoscienze                   | Italian Committee for the Investigation of Claims of the Pseudosciences                  | CICAP       | 1989          |        |                                                                  |
| Comité belge pour l’Analyse Critique des parasciences                                       | Belgian Committee for the Critical Analysis of Parasciences                              | Comité Para | 1949          |        | Obsługuje Region Waloński i Brukselę. Organizacja założycielska. |
| Círculo Escéptico                                                                           | Skeptical Circle                                                                         | CE          | 2006          |        |                                                                  |
| Föreningen Vetenskap och Folkbildning                                                       | Science and Popular Enlightenment / Swedish Skeptics Association                         | VoF         | 1982          |        |                                                                  |
| Gesellschaft zur wissenschaftlichen Untersuchung von Parawissenschaften                     | Society for the Scientific Investigation of Parasciences                                 | GWUP        | 1987          |        | Roßdorf, Niemcy. Organizacja założycielska.                      |
| Irish Skeptics Society                                                                      | Irish Skeptics Society                                                                   | ISS         | 2002          |        |                                                                  |
| Klub Sceptyków Polskich                                                                     | Polish Skeptics Club                                                                     | KSP         | 2010          |        | Organizacja członkowska od 2017 roku                             |
| Observatoire Zététique                                                                      | Zetetic Observatory                                                                      | OZ          | 2003          |        | [ 11 ]                                                           |
| Skepsis ry                                                                                  | Skepsis                                                                                  | Skepsis     | 1987          |        |                                                                  |
| Skeptiker Schweiz – Verein für kritisches Denken                                            | Swiss Skeptics – Association for Critical Thinking                                       | Skeptiker   | 2012          |        | [ 12 ]                                                           |
| Stichting Skepsis                                                                           | Skepsis Foundation                                                                       | Skepsis     | 1987          |        | Organizacja założycielska.                                       |
| Studiekring voor de Kritische Evaluatie van Pseudowetenschap en het Paranormale             | Study Circle for the Critical Evaluation of Pseudoscience and the Paranormal             | SKEPP       | 1990          |        | Obsługuje Flandrię i Brukselę. Organizacja założycielska.        |
| Szkeptikus Társaság                                                                         | Hungarian Skeptic Society                                                                | SzT         | 2006          |        |                                                                  |
| Vereniging tegen de Kwakzalverij                                                            | Association against Quackery                                                             | VtdK        | 1881          |        | Jeszcze brak formalnego członkostwa                              |
| Český klub skeptiků Sisyfos                                                                 | Czech Skeptics Club Sisyfos                                                              | Sisyfos     | 1995          |        |                                                                  |

Ponadto Committee for Skeptical Inquiry (CSI, wcześniej CSICOP), którego założyciel i wieloletni prezes Paul Kurtz brał aktywny udział w tworzeniu ECSO, a także izraelski Israel Skeptics Society, są stowarzyszonymi członkami ECSO.

## Europejski Kongres Sceptyków

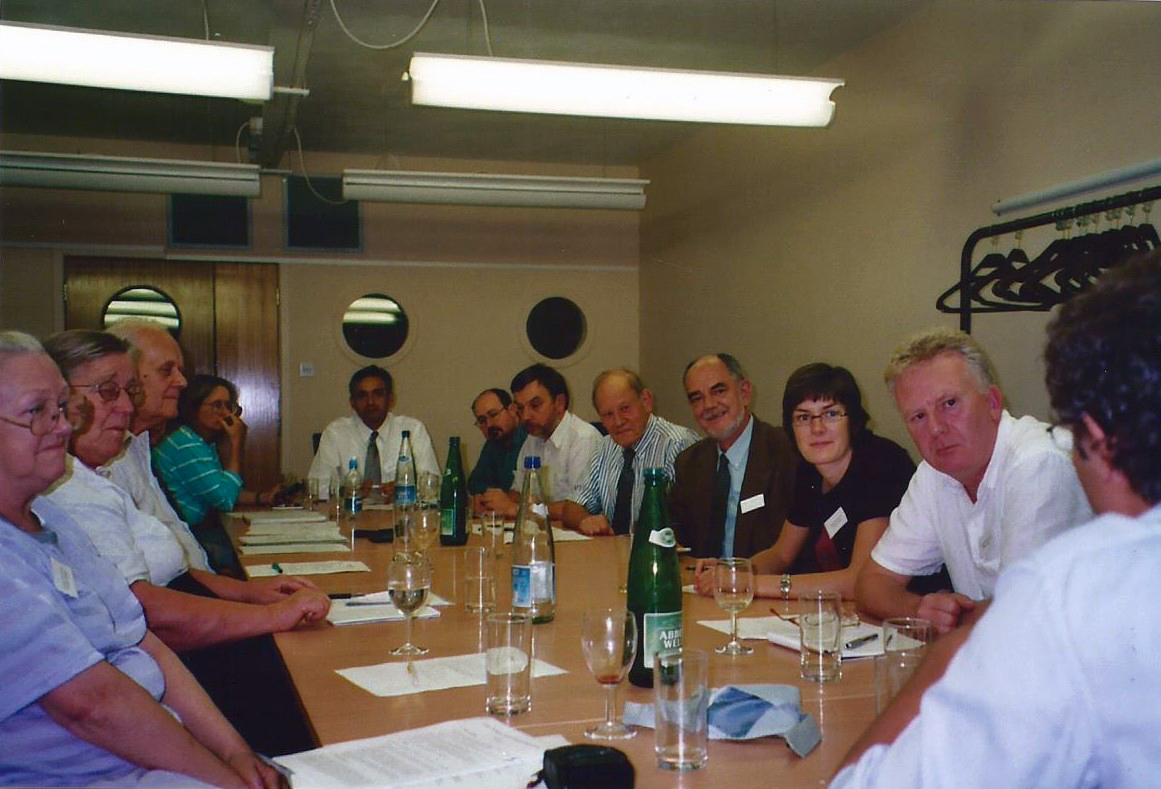
Posiedzenie Rady ECSO i członków CSICOP na 11 Europejskim Kongresie Sceptyków w Londynie.

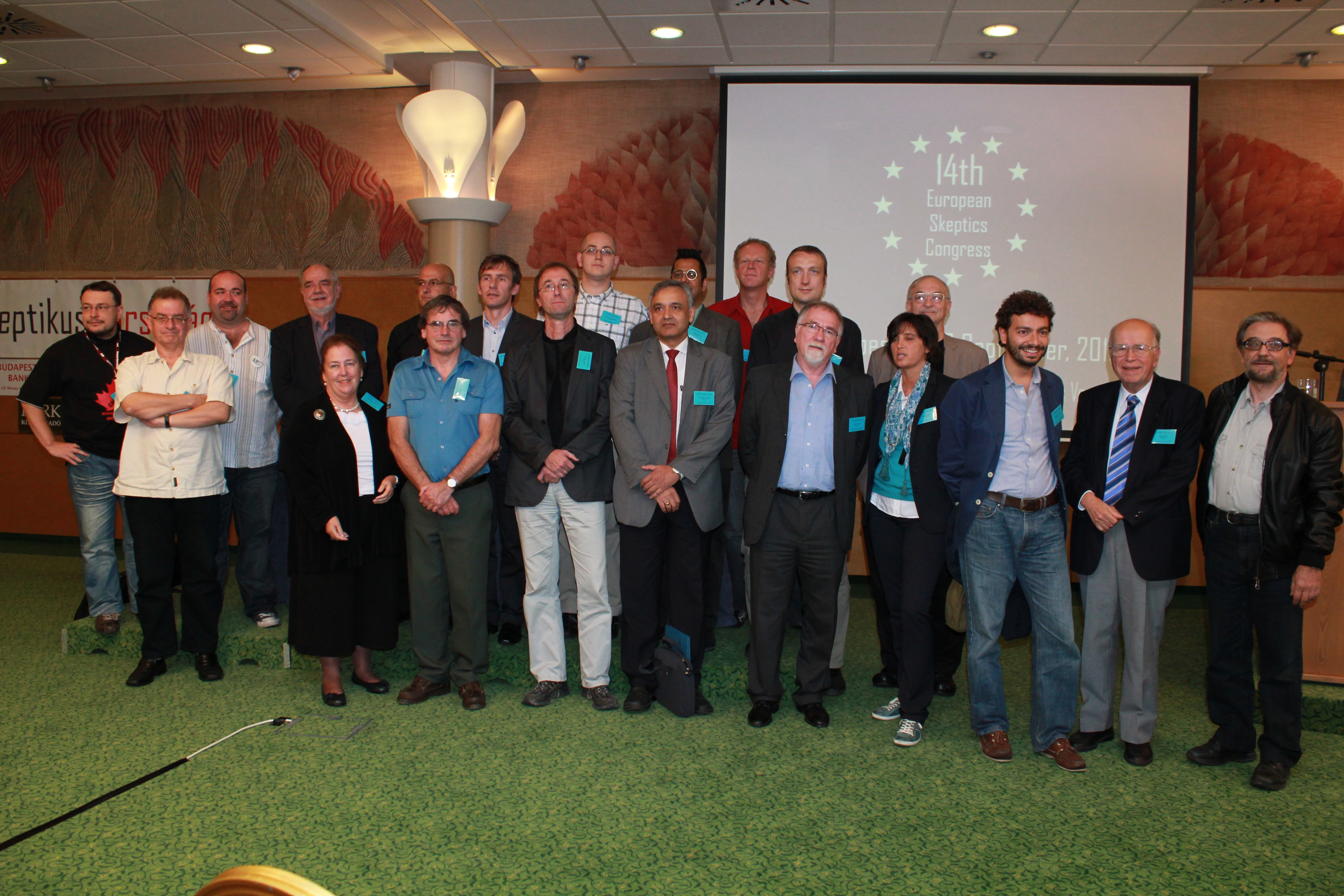
Prelegenci na 14 Europejskim Kongresie Sceptyków w Budapeszcie.

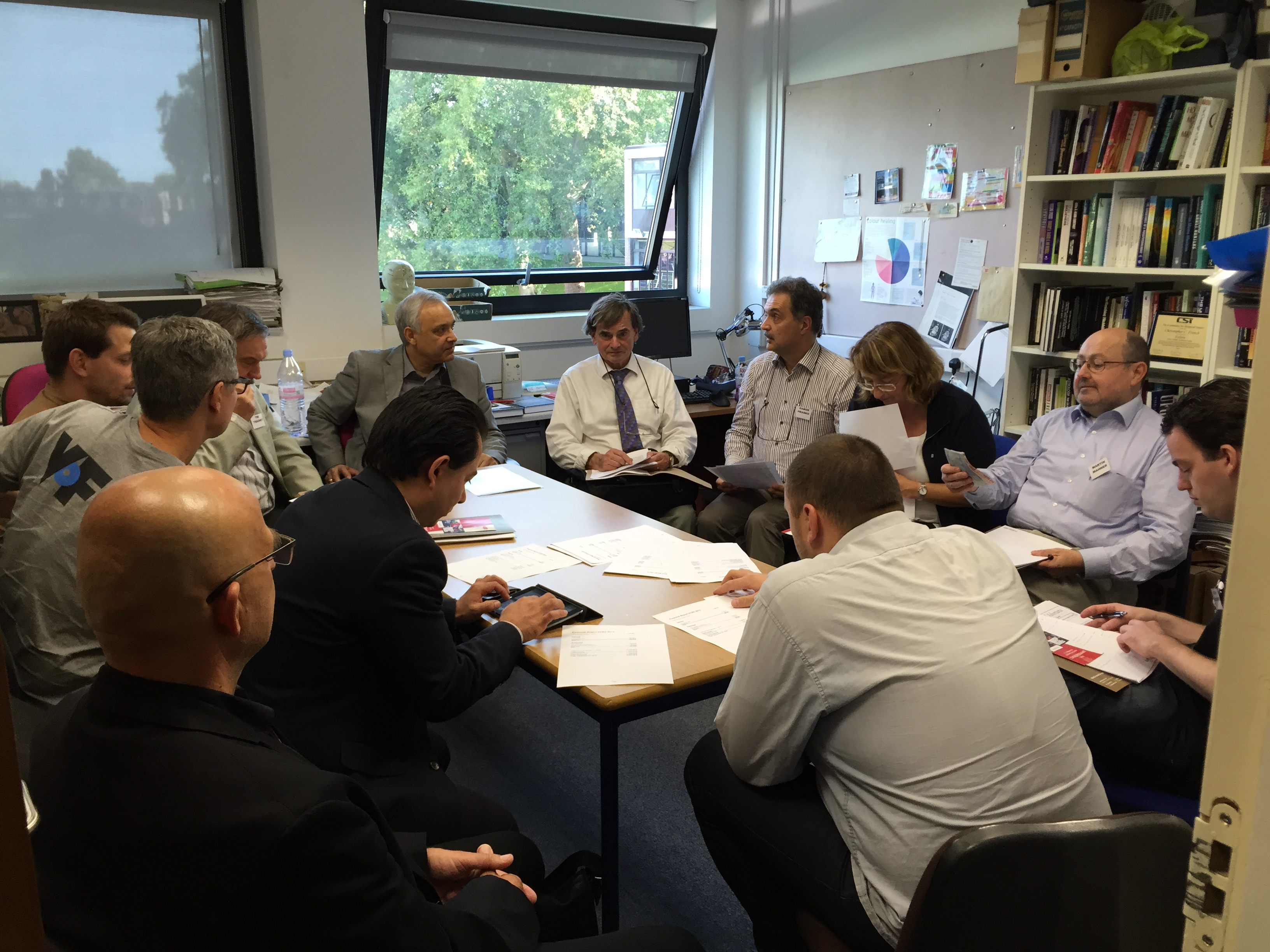
Spotkanie przedstawicieli organizacji członkowskich ECSO na Europejskim Kongresie Sceptyków w 2015 roku w Londynie

Europejskie Kongresy Sceptyków (European Skeptics Congress – ESC) odbywają się od 1989 roku. Biorą w nim udział organizacje sceptyków z wielu krajów Europy. Konferencje często odbywają się we wrześniu i mogą trwać od dwóch do czterech dni. ECSO została założona podczas 6 kongresu 25 września 1994 roku w Ostendzie (Belgia). Od momentu powstania ECSO koordynuje organizację nowych kongresów, które odbywają się (średnio) co drugi rok i za każdym razem gospodarzem jest inna organizacja członkowska. Lista Europejskich Kongresów Sceptyków:
| Wydarzenie                      | Data                    | Miasto        | Kraj             | Uwagi                                                                                             |
| ------------------------------- | ----------------------- | ------------- | ---------------- | ------------------------------------------------------------------------------------------------- |
| 1 Europejski Kongres Sceptyków  | 5–7 maja 1989           | Bad Tölz      | Niemcy Zachodnie |                                                                                                   |
| 2 Europejski Kongres Sceptyków  | 10–11 sierpnia 1990     | Bruksela      | Belgia           |                                                                                                   |
| 3 Europejski Kongres Sceptyków  | 4–5 października 1991   | Amsterdam     | Holandia         |                                                                                                   |
| 4 Europejski Kongres Sceptyków  | 17–19 lipca 1992        | Saint-Vincent | Włochy           |                                                                                                   |
| 5 Europejski Kongres Sceptyków  | 29–31 sierpnia 1993     | Keele         | Wielka Brytania  | Temat: „Nauka dla życia: zdrowie, medycyna i dobre samopoczucie”. Organizowana przez UK Skeptics. |
| 6 Europejski Kongres Sceptyków  | 23–25 września 1994     | Ostend        | Belgia           | Temat: „Nauka, pseudonauka i środowisko” – powstanie ECSO.                                        |
| 7 Europejski Kongres Sceptyków  | 4–7 maja 1995           | Roßdorf       | Niemcy           |                                                                                                   |
| 8 Europejski Kongres Sceptyków  | 4–7 września 1997       | A Coruña      | Hiszpania        |                                                                                                   |
| 9 Europejski Kongres Sceptyków  | 17–19 września 1999     | Maastricht    | Holandia         | Gospodarzem był Stichting Skepsis                                                                 |
| 10 Europejski Kongres Sceptyków | 7–9 września 2001       | Praga         | Czechy           | Temat: „Wzrost i rozwój wiary w zjawiska paranormalne w Europie Wschodniej”                       |
| 11 Europejski Kongres Sceptyków | 5–7 września 2003       | Londyn        | Wielka Brytania  |                                                                                                   |
| 12 Europejski Kongres Sceptyków | 13–15 października 2005 | Bruksela      | Belgia           | Temat: „Pseudonauka, alternatywna medycyna i media”                                               |
| 13 Europejski Kongres Sceptyków | 7–9 września 2007       | Dublin        | Irlandia         | Temat: „Atak na naukę: tworzenie odpowiedzi”, ponad 100 uczestników.                              |
| 14 Europejski Kongres Sceptyków | 17–19 września 2010     | Budapeszt     | Węgry            | [ 22 ]                                                                                            |
| 15 Europejski Kongres Sceptyków | 22–25 sierpnia 2013     | Sztokholm     | Szwecja          | Temat: "ESCape to Clarity!”                                                                       |
| 16 Europejski Kongres Sceptyków | 10–13 września 2015     | Londyn        | Wielka Brytania  | Zorganizowany przez Association for Skeptical Enquiry i Anomalistic Psychology Research Unit      |
| 17 Europejski Kongres Sceptyków | 22–24 września 2017     | Wrocław       | Polska           | Zorganizowany przez Klub Sceptyków Polskich i Český klub skeptiků Sisyfos                         |

## Inne
Przewodniczący ECSO, Gábor Hraskó, powiedział w wywiadzie z 2015 roku, że pierwszymi celami ECSO było sprawdzenie, kto jest aktywnym liderem w różnych europejskich organizacjach. Niektóre organizacje przestały istnieć, inne są wciąż aktywne, ale z innymi przewodniczącymi. Ważne jest, by stworzyć sieć kontaktów. Podczas konferencji w Londynie w 2015 Hraskó nauczył się wiele od brytyjskich organizacji, które działają inaczej, niż kontynentalne. W Wielkiej Brytanii poszczególne organizacje są od siebie niezależne, ale potrafią działać wspólnie nad dużymi konferencjami i projektami. Powiedział, że konferencja w 2017 roku będzie, ma nadzieje, zorganizowana przez polskich i czeskich sceptyków. Przyznał, że czeska organizacja zniknęła na jakiś czas, ale ma nadzieje, że się zreorganizowali i razem z polskimi sceptykami sformalizują plany na konferencję w 2017 roku. Udało się i Klub Sceptyków Polskich razem z czeskim Sisyfos zorganizowali 17 Europejski Kongres Sceptyków we Wrocławiu. Na początku odmówiono im dostępu do planowanego miejsca zorganizowania kongresu z przyczyn religijnych, dlatego zmieniono miejsce na Wydział Prawa, Administracji i Ekonomii Uniwersytetu Wrocławskiego
Catherine de Jong stwierdziła w wywiadzie, że organizacja nadzorująca wszystkie grupy sceptyków w Europie pomaga rozpowszechniać informacje, gdy propagator medycyny alternatywnej planuje serię wykładów w Europie. Podała przykład uzdrowiciela wiarą Petera Popoffa, o którym zawiadomił ECSO brytyjski sceptyk Michael Marshall. ECSO powiadomiło wszystkich liderów organizacji sceptyków w rejonie i mogli zaplanować, jak zająć się tym wydarzeniem.